# Анатолакис, Йоргос
Йоргос Анатолакис (греч. Γιώργος Ανατολάκης; 16 марта 1974, Салоники, Греция) — греческий футболист, защитник. Он забил победный гол в первом матче «Олимпиакоса» на обновлённом стадионе «Георгиос Караискакис».

## Карьера

### Клубная
Анатолакис впервые появился в чемпионате Греции в 18-летнем возрасте за клуб «Ираклис» в сезоне 1992/93, сыграв за клуб в общей сложности 134 матча в чемпионате Греции, до перехода в «Олимпиакос» в 1997 году.
Он был ключевым футболистом команды, и с ним «Олимпиакос» выигрывал каждый титул с тех пор до сезона 2003/04. Его вклад в победы «Олимпиакоса» был вознаграждён продлением двухлетнего контракта, в следующем сезоне «Олимпиакос» снова выиграл чемпионат и кубок Греции.
В июле 2007 года Анатолакис присоединился к клубу «Атромитос». После сезона он покинул клуб и завершил карьеру игрока.
Наряду с Предрагом Джорджевичем Анатолакис является одним из двух игроков «Олимпиакоса», которые с 1996 года одержали все девять побед в чемпионатах Греции.
Анатолакис сыграл 63 матча и забил 1 гол во всех турнирах УЕФА, выступая за «Ираклис» и «Олимпиакос».

### Сборная
27 марта 1996 года Анатолакис дебютировал за сборную Греции в товарищеском матче против Португалии в Лиссабоне. Он не появлялся в сборной с 1999 года по октябрь 2005 года, когда был заменён в отборочном матче чемпионата мира против Грузии. С тех пор он регулярно выступал за сборную вплоть до 2007 года. Также сыграл один матч за молодёжную сборную Греции.

## Политика
4 октября 2009 года Анатолакис был избран в Би-Пирей на выборах в качестве члена Народно-православной сплоченной партии и был членом парламента Греции до 2012 года.

## Достижения
«Олимпиакос»
- Чемпион Греции (10): 1996/97, 1997/98, 1998/99, 1999/00, 2000/01, 2001/02, 2002/03, 2004/05, 2005/06, 2006/07
- Обладатель Кубка Греции (3): 1998/99, 2004/05, 2005/06